# Pilghauser Kotten
Der Pilghauser Kotten, teils auch als Preußkotten bezeichnet, ist ein ehemaliger Schleifkotten im Stadtteil Höhscheid der bergischen Großstadt Solingen.

## Lage
Der Pilghauser Kotten, der heute nur noch ein Wohnhaus ist, befindet sich an einem Nordufer des Pilghauser Baches am äußersten Ende der Straße Siepen, die auf einem südlichen Höhenzug von der Bundesstraße 229, der Neuenkamper Straße, abzweigt und in das Bachtal abfällt. An dem Grundstück des ehemaligen Kottengebäudes führt ein Wanderweg vorbei, der in das Pilghauser Bachtal führt. 
Benachbarte Orte sind bzw. waren (von Nord nach West): Hossenhaus, Untenpilghausen, Siepen, Neuenkamp, Bauermannskulle, Neuenhaus, Bernskotten, Michelshäuschen und Obenkatternberg.

## Etymologie
Der Pilghauser Kotten ist ein Schleifkotten nahe der Hofschaft Untenpilghausen. Der Hofschaftsname Pilghausen kann bis in das 14. Jahrhundert zurückverfolgt werden. Er leitet sich von dem Personennamen Piliko (mundartlich auch Pelges) ab.

## Geschichte
Der aus dem nahen Untenpilghausen stammende Scherenfabrikant Wilhelm Preuß beantragte im Jahre 1846 den Bau eines Schleifkottens am Pilghauser Bach. Der Nutzung der Wasserkraft am Pilghauser Bach kam bis dahin eine untergeordnete Bedeutung zu, da der Bach sehr kurz ist und meist nur wenig Wasser führte. Preuß ließ das Gebäude mit einem verhältnismäßig großen Wasserrad mit sieben Metern im Durchmesser bereits errichten, ehe er durch die Bürgermeisterei Höhscheid 1853 die Konzession zum Betrieb des Schleifkottens erhielt.:96f. In der Topographischen Karte des Regierungsbezirks Düsseldorf von 1871 ist der Kotten nicht verzeichnet, in der Preußischen Neuaufnahme von 1893 ist er unbenannt als Schlf. verzeichnet.
Im Gemeindelexikon für die Provinz Rheinland von 1888 werden ein Wohnhaus mit sechs Einwohnern angegeben. 1895 besitzt der Ortsteil ein Wohnhaus mit 13 Einwohnern und gehörte zum katholischen Kirchspiel Solingen, 1905 zählt der Ort ein Wohnhaus mit acht Einwohnern.
Mit der Städtevereinigung zu Groß-Solingen im Jahre 1929 wurde der Pilghauser Kotten ein Teil Solingens. Der Kotten hatte über die Jahre wechselnde Besitzer. Zu Problemen führten immer wieder Konflikte mit den Eigentümern angrenzender Wiesenflächen, die Nachteile durch den Kottenbetrieb befürchteten. Wann das Gebäude schließlich in ein Wohnhaus umgewandelt wurde, ist nicht bekannt.:96f.